# Mackenmühle
Mackenmühle ist ein Gemeindeteil des Marktes Pleinfeld im Landkreis Weißenburg-Gunzenhausen (Mittelfranken, Bayern). Mackenmühle liegt in der Gemarkung Stirn. In Mackenmühle befindet sich auch ein privates Technikmuseum.

## Lage
Das Dorf liegt zwischen Pleinfeld und Mühlstetten, 3,3 Kilometer Luftlinie von Pleinfeld entfernt an der Staatsstraße 2224 in der Nähe der Bahnstrecke Treuchtlingen–Nürnberg. Ebenfalls an dieser, hier auch Mühlstraße genannten Straße liegen die zu Pleinfeld gehörenden Mühlen Heinzenmühle, Seemannsmühle, Utzenmühle, Prexelmühle, Reichertsmühle, Mäusleinsmühle, Ketschenmühle und Böschleinsmühle. Bei Mackenmühle befindet sich mit 357 m ü. NHNder niedrigste Punkt des Landkreises Weißenburg-Gunzenhausen. Nahe Mackenmühle mündet der von Osten kommende Rote Graben in die Schwäbische Rezat, die östlich am Ort vorbeifließt. Mackenmühle wird von den Waldfluren Sojen im Westen und Kapellenschlag im Osten begrenzt. Rund ein Kilometer östlich befindet sich die Bundesstraße 2.

## Geschichte
In der Nähe gibt es eine Siedlung aus vorgeschichtlicher Zeit und mehrere Grabhügel.
Vor der Gemeindegebietsreform war Mackenmühle ein Gemeindeteil von Stirn. Am 1. Juli 1972 wurde Stirn zusammen mit seinen Gemeindeteilen nach Pleinfeld eingegliedert. In Mackenmühle gibt es ein Aufnahmelager für bis zu 300 Asylbewerber.